# Oldenborger
Oldenborgeren er en hesterace, der stammer fra området Oldenborg i Tyskland. Det er en koldblodshest, der har været anvendt som trækhest, men den er med tiden blevet en populær ridehest. Oldenborgeren er en meget godmodig, venlig, frisk og arbejdsom hest. I dag er der engelsk fuldblod (XX) i mange oldenborgeres slægtslinjer. Denne blanding giver en optimal ride- og sportshest med energien og letheden fra det engelske fuldblod og godmodigheden og arbejdsomheden fra oldenborgeren. Mange topdressurheste - som Lis Hartels Jubilee - er krydsninger af fuldblod og oldenborger.
Oldenborgheste er enten brune eller sorte. Oldenborgheste med stamtavle registreres i Dansk Oldenborgavl med angivelse af, hvor mange procent "rent" oldenborgblod, de består af.

## Eksterne links
- Dansk Oldenborgavl

| Dyr | Spire Denne artikel om dyr er en spire som bør udbygges. Du er velkommen til at hjælpe Wikipedia ved at udvide den. |